# 宗国旨英
宗国 旨英（むねくに よしひで、1938年（昭和13年）9月21日 - ）は、日本の実業家。元本田技研工業会長、元日本自動車工業会会長。

## 略歴
広島県庄原市出身。1961年に法政大学経済学部を卒業し、1966年に本田技研工業に入社する。米国法人アメリカンホンダモーター社長などを経て、1984年に取締役、1987年に常務、1989年に代表取締役専務、1990年に代表取締役副社長に就任する。1997年6月から代表取締役会長に就任し、退任後、特別顧問を務める。2002年5月、ホンダ出身者で初めて日本自動車工業会会長に就任する。同年、日本自動車研究所理事長。

## 人物
北米におけるホンダブランドを確立し、また早くから中国市場開拓を強力に推進した。「多年にわたる自動車産業発展および日本国経済の国際化への貢献」により、2004年にカルロス・ゴーンと共に法政大学から名誉博士を授与された。また、2007年には知財功労賞（経済産業大臣表彰）を受賞した。全国二輪車安全協会会長、明治安田生命保険社外取締役、自動車会議所顧問などを歴任し、米国法人アメリカンホンダモーター社長の経験を生かし、現在は国際派の経済人として活躍している。

## 参考
- 明治安田生命保険-取締役・代表執行役異動について
- 本田技研-特別顧問 宗国旨英が平成19年度「知財功労賞」（経済産業大臣表彰）を受賞